# María del Carmen de Reparaz
María del Carmen Angélica de Reparaz Zamora (Lima, 3 de abril de 1959) es una historiadora peruana. Fue Ministra de Cultura del Perú del 12 al 17 de noviembre de 2020, durante el gobierno de Manuel Merino.

## Biografía
Hija del geógrafo Gonzalo de Reparaz Ruiz.
Realizó sus estudios escolares en el Colegio Sagrados Corazones Belén de la ciudad de Lima.
Estudió Historia en la Pontificia Universidad Católica del Perú. Realizó una Maestría en Gestión Cultural, Patrimonio y Turismo en la Universidad de San Martín de Porres, en la cual también obtuvo la Licenciatura en Turismo. Ha realizado cursos de especialización en Estudios Hispánicos en la Universidad Complutense de Madrid.
De 1987 a 1992 trabajó en el Fondo de Promoción Turística del Perú (FOPTUR). 
De 2003 a 2014 trabajó en la Comisión de Promoción del Perú para la Exportación y el Turismo (PROMPERÚ), donde llegó a ser Directora de Promoción de Turismo. 
En agosto de 2014, fue designada Viceministra de Turismo por el presidente Ollanta Humala. Permaneció en el cargo hasta julio de 2016.
Ha sido parte del Consejo Consultivo del Museo Pedro de Osma y del Consejo Asesor de la ONG Ayuda en Acción (2013-2017)

## Ministra de Cultura
Fue Ministra de Cultura del Perú entre el 12 y 17 de noviembre de 2020, en el gabinete presidido por Ántero Flores-Aráoz.

| Predecesor: Alejandro Neyra            | Ministra de Cultura del Perú 12 de noviembre de 2020 - 17 de noviembre de 2020 | Sucesor: Alejandro Neyra |
| Predecesor: José Miguel Gamarra Skeels | Viceministra de Turismo del Perú 14 de agosto de 2014 - julio de 2016          | Sucesor: Rogers Valencia |